# Mikhaïl Xixkin
Mikhaïl Pàvlovitx Xixkin, rus: Михаи́л Па́влович Ши́шкин (nascut el 18 de gener de 1961 a Moscou) és un escriptor rus. Ha estat guardonat amb els premis literaris "Booker rus", "Gran Llibre" i "Bestseller Nacional" (l'únic guanyador dels tres premis). Els seus llibres han estat traduïts a 30 idiomes. Viu a Suïssa des del 1995 i també escriu en alemany.

## Biografia
Va néixer en la família d'un tripulant rus de submarins, participant en la Gran Guerra Patriòtica i guardonat dos cops amb l'Orde de la Bandera Roja,i una mare ucraïnesa que era mestra a l'escola 59 de Moscou, d'on va arribar a ser-ne la directora. La parella es va separar abans del naixement de Mikhaïl.
Mikhaïl Xixkin va treballar durant un temps com a escombriaire i asfaltant carreteres.Va estudiar germanística i filologia anglesa a l'Institut Pedagògic Estatal de Moscou, d'on en va sortir com a graduat el 1982. Va treballar durant tres anys a la revista Rovesnik, va escriure sobre art i feia traduccions de l'alemany.Després va treballar durant cinc anys com a mestre a l'Escola de física i matemàtiques núm. 444 de Moscou, on va ensenyar alemany i anglès.
El 1995, Xixkin es va traslladar a Suïssa per motius familiars. Va treballar a Zúric dins del Departament d'Immigració i específicament amb refugiats, com a traductor de rus i alemany.
Va ser convidat com a professor visitant a la Universitat Washington i Lee, a Lexington (Virgínia) (semestre de la tardor del 2007 i el 2009).
Des del 2011, Xixkin viu amb la seva família al petit poble de Kleinlützel, al cantó de Solothurn, prop de Basilea.
Les novel·les de Xixkin s'han traduït a més de 30 idiomes. Els assajos de Xixkin han estat publicats en els principals diaris dels països de parla alemanya, així com en els principals mitjans internacionals com ara The New York Times, The Wall Street Journal, The Guardian, Le Monde The Independent,etc.
Després de l'enfonsament de la Unió Soviètica, Xixkin va criticar el fet de no explicar les atrocitats dels anys passats. Mentre els alemanys havien enfrontat els crims comesos sota el nacionalsocialisme i havien fet una confessió de culpabilitat, els russos glorificaven els seus antics dèspotes. Va posar, com a comparació, el drama de conte de fades "El drac" de Ievgueni Schwartz, en què, després del final de la tirania del drac, els habitants de la ciutat construeixen un futur lliure "a imatge i semblança del seu passat servil".
La seva "carta oberta" va causar un gran enrenou a Rússia el 2013. Xixkin es va negar a participar en la delegació oficial d'escriptors russos a la fira del llibre BookExpo America que se celebrava aquell any a Nova York:
| « | Un país on un règim criminal i corromput ha pres el poder, en el qual l'Estat és una jerarquia criminal, en el qual les eleccions s'han convertit en una farsa, en el qual els tribunals serveixen als governants i no a la llei, en què hi ha presos polítics, on la televisió estatal s'ha convertit en una puta, en el qual els usurpadors aproven piles de folles lleis que porten la societat a l'edat mitjana, un país com aquest no pot ser la meva Rússia. No puc i no vull participar en una delegació oficial russa que representi aquesta Rússia. Vull i representaré una altra, la meva Rússia, un país lliure d'usurpadors, un país les autoritats del qual no protegeixen el dret a la corrupció, sinó els drets de l'individu, un país amb mitjans de comunicació lliures, eleccions lliures i gent lliure. | » |

Cada vegada més, durant el transcurs de la crisi a Ucraïna el 2014, Xixkin es va manifestar crític amb la política del govern rus i del president rus Vladímir Putin.Amb motiu del 70è aniversari de la fi de la guerra, el 9 de maig de 2015, va escriure:
| « | Un cop més, un dictador recorre al patriotisme per assegurar-se el poder. […] Els governants d'avui han robat petroli i gas, eleccions i terres de la població russa. I també la victòria (a partir de 1945). […] Impulsar a l'enfrontament russos i ucraïnesos és d'una maldat imperdonable. | » |

L'any 2018, va assenyalar, en retrospectiva, que havia vist que una "Rússia molt diferent" de la del 2010 sota el govern del president Medvédev, encara optimista com a país que "volia tornar a la humanitat civilitzada". La Rússia del 2018 la va qualificar com una dictadura on el seu règim autoritari quedaria legitimat per visites; va fer una crida a un boicot polític a la Copa del Món de Futbol. En una entrevista amb el diari suís Tages-Anzeiger Xixkin va assenyalar que
| « | La participació dels equips nacionals d'arreu del món es presentarà com a signe de solidaritat amb el règim autoritari. La Copa del Món no és llepar-li les botes a Putin. (...) Per a Putin, l'esport és la continuació de la guerra. | » |

Mikhaïl Xixkin és membre de l'Associació d'Escriptors Suïssos i del PEN Club alemany-suís.

## Obres seleccionades
- Lliçó de cal·ligrafia (rus: Урок каллиграфии, 1993), relat
- Tothom espera una nit (Notes de Lariónov) (rus: Всех ожидает одна ночь. Записки Ларионова, 1993), novel·la
- El músic cec  (rus: Слепой музыкант, 1994), relat
- La captura d'Izmaïl (Взятие Измаила, 1999), novel·la
- La Suïssa russa (rus: Русская Швейцария, 2000), guia turística dedicada a la cultura i història dels russos a Suïssa
- La llengua salvada (rus: Спасённый язык, 2001), relat
- Montreux-Mesolongi-Astàpovo: a les passes de Byron i Tolstoi (alemany: Montreux-Missolunghi-Astapowo, Auf den Spuren von Byron und Tolstoj, 2002), quadern de viatge
- El cabell de Venus (rus: Венерин волос, 2005), novel·la
- Manual epistolari (rus: Письмовник, 2010), novel·la
- Abric amb cinturó (rus: Пальто с хлястиком 2017), assajos i històries curtes.

## Premis i distincions
- Premi de la revista Znàmia 1993, categoria de millor òpera prima, per la novel·la Tothom espera una nit (Notes de Lariónov)[22]
- Premi del Cantó de Zuric 1999 per la guia La Suïssa russa
- Premi Globus 1999 (Rússia) per La captura d'Izmaïl
- Premi Booker Rus 2000 per La captura d'Izmaïl
- Premi al Millor Llibre Estranger 2005 (França)) per Les passes de Byron i Tolstoi: du lac Léman à l'Oberland Bernois (aquesta obra va ser escrita originalment en alemany i publicada el 2002 amb el títol de  Montreux-Missolunghi-Astapowo, Auf den Spuren von Byron und Tolstoj )
- Premi Bestseller Nacional 2005 per El cabell de Venus
- Tercer Premi Gran Llibre 2006 per El cabell de Venus
- Finalista del Premi Bunin 2006 amb  El cabell de Venus
- Premi Grinzane Cavour 2007 (Itàlia) per El cabell de Venus
- Premi Halpérine-Kaminsky a la Millor Traducció 2007 (França) per El cabell de Venus (trad.:Laure Troubeckoy)
- Premi Gran Llibre 2011 per Manual epistolar
- Premi Internacional de Literatura - Casa de les Cultures del Món 2011 (Berlín) per El cabell de Venus[23]
- Primer Premi Gran Llibre 2011 per Manual epistolari
- Premi al millor llibre traduït del 2013, llista curta, per El cabell de Venus (traduït a l'anglès com a Maidenhair).